# Аборти в Австрії
Аборти в Австрії повністю легальні з 23 січня 1974 року. Аборти проводять у медичних установах і здійснюють за бажанням жінки, якщо термін вагітності становить не більш як 12 тижнів. На пізніших строках аборти проводять лише в разі загрози фізичному або психічному здоров'ю жінки, при серйозних дефектах у розвитку плоду, і коли вік вагітної становить менш як 14 років.

Правовий статус абортів у світі:
Легальний
Легальний при зґвалтуванні та за медико-соціальними показниками
Легальний у випадках (або заборонений, окрім випадків) зґвалтування, медико-соціальних протипоказань
Заборонений, окрім випадків зґвалтування та медико-соціальних протипоказань
Заборонений, окрім випадків загрозі життю жінки та при наявності психічних і патологічних протипоказань
Заборонений без виключень
Відмінності за регіонами
Відсутні дані

Відмова лікаря проводити аборт на підставі особистих або релігійних переконань не карається за винятком випадків, коли непроведення аборту становить загрозу життю жінки. Право лікаря не проводити аборт захищене законом від 1974 року. Поза великими містами існує лише незначна кількість медустанов, де проводять аборти, внаслідок чого майже неможливо виконати аборт у сільській місцевості. Аборти не фінансує державна система охорони здоров'я.
На 2000 рік рівень абортів у країні був одним з найнижчих у світі і становив 1,4 аборту на 1000 жінок у віці від 15 до 44 років. Штучним перериванням закінчувалися лише 3 % вагітностей.